# Lądowisko Przasnysz-Szpital
Lądowisko Przasnysz-Szpital – śmigłowcowe lądowisko sanitarne w Przasnyszu, w województwie mazowieckim, położone przy ul. Sadowej 9. Przeznaczone jest do wykonywania startów i lądowań śmigłowców sanitarnych i ratowniczych w dzień i w nocy o dopuszczalnej masie startowej do 5700 kg.
Zarządzającym lądowiskiem jest Samodzielny Publiczny Zespół Zakładów Opieki Zdrowotnej w Przasnyszu. W roku 2013 zostało wpisane do ewidencji lądowisk Urzędu Lotnictwa Cywilnego pod numerem 249